# Mano Bouzamour
Œuvres principales
- De Belofte van Pisa

Mano Bouzamour est un écrivain et columnist néerlando-marocain, né en 1991 à Amsterdam (Pays-Bas).

## Biographie
Mano Bouzamour naît à Amsterdam de deux parents marocains et grandit dans le quartier défavorisé De Pijp. Il a trois sœurs et trois frères. Il fait des études supérieures au Reformed Lyceum South. En 2013, il publie une première œuvre, et travaille à côté dans un restaurant sushi. L'écrivain ira faire des études spécialisées dans l'histoire, tout en continuant à écrire. Etant un grand idole de la littérature, il s'inspire des écrivains américains J.D. Salinger, Stephen King et David Benioff. Il avouera quelques années plus tard, avoir volé le livre The Catcher in the Rye de Salinger lors de son plus jeune âge dans une bibliothèque d'Amsterdam.
En 2013, il fait ses débuts en publiant De Belofte van Pisa. Son œuvre parle de son histoire à son plus jeune âge dans les quartiers défavorisés d'Amsterdam à De Pijp. Dans le livre, il décrit également l'histoire de ses parents qui ont grandi dans les montagnes du Rif, arrivés aux Pays-Bas sans savoir lire et écrire. Il raconte également son amour pour la littérature lorsqu'il est petit, et ses vols commis dès son plus jeune âge dans les magasins de piano, les bibliothèques et les maisons culturelles.
En 2017, il devient également rédacteur dans le média Het Parool, le magazine Elle et Cosmopolitan.
En 2019, son histoire est réalisé par Rolf Koot avec des acteurs et sort dans les salles de cinéma le 13 octobre 2019 avec comme même titre De Belofte van Pisa.

## Œuvres
- De Belofte van Pisa, 2013
- Bestsellerboy, 2020

### Sources
- « Pays-Bas : Sortie du film basé sur le roman du Néerlando-marocain Mano Bouzamour », Yabiladi,‎ 9 octobre 2019 (lire en ligne)